# 3dfx
3dfx Interactive (nazwa 3dfx pochodzi od angielskiego three dimensional effects – efekty trójwymiarowe. Wymowa effects jest podobna do fx) – firma produkująca akceleratory graficzne i karty graficzne ze zintegrowaną akceleracją. Pod koniec roku 2000 doznała jednego z największych kryzysów w dziejach przemysłu komputerów osobistych. Ostatecznie została za 70 mln dolarów wykupiona przez firmę NVIDIA, która nie kontynuowała linii ani wsparcia produktów 3dfx. Siedzibą firmy było San Jose w Kalifornii. Pierwotna nazwa to 3Dfx Interactive (wielka litera D), ale w 1999 roku została zmieniona na małą razem z pojawieniem się nowego loga firmy.

## Wczesna historia
3Dfx Interactive powstało w roku 1994, a dwa lata później wydało swój pierwszy układ graficzny Voodoo Graphics (znany później jako Voodoo 1) po tym, jak gwałtowny spadek cen pamięci RAM typu EDO pozwolił na zaistnienie takich kart na rynku masowym. Układ stał się popularny dzięki temu, że oferował wyższy poziom wydajności niż produkty konkurencji, które często działały gorzej niż programowe silniki efektów graficznych. Voodoo nie posiadało obsługi grafiki dwuwymiarowej, było kartą dodatkową, obrabiającą sygnał z karty graficznej w drodze do monitora. Żeby zapewnić jak najlepszą wydajność, 3Dfx opracowało własny zestaw API zwany Glide, który umożliwiał programowanie ich karty. Glide bezpośrednio udostępniało podsystemy sprzętu programom, w odróżnieniu od ówczesnych, niezależnych od sprzętu OpenGL i QuickDraw 3D. W owym czasie głównym konkurentem 3Dfx była firma PowerVR, produkująca podobną kartę pośredniczącą.
W sierpniu 1997 zaczęto sprzedaż Voodoo Rush. Łączył on na jednej karcie układ grafiki 2D firmy Alliance Semiconductor z układem Voodoo. Wydajność była jednak o ok. 20% niższa niż przy użyciu osobnej karty, konstrukcja skomplikowana, a jakość grafiki 2D niska (głównie dlatego, że oba układy dzieliły tę samą pamięć i przerwanie). Kolejne wersje używały grafiki 2D firmy Cirrus Logic, co rozwiązało większość problemów, ale projekt Voodoo Rush nigdy nie zyskał dużej popularności i został wycofany pod koniec roku.
W lutym 1998 wprowadzono na rynek Voodoo 2. Pod względem konstrukcyjnym było to w zasadzie Voodoo z dodatkową jednostką teksturującą, co pozwoliło rysować dwie tekstury w jednym przejściu. Dodatkowe unowocześnienia to większa częstotliwość zegara, szersza szyna pamięci (192 bity zamiast 128) oraz obsługa większej ilości pamięci (do 8 MB na teksturę i 4 MB na bufor ramki w porównaniu z 4 MB / 2 MB oferowanym przez Voodoo). Najwyższą rozdzielczością stało się 800 × 600 pikseli przy lepszych teksturach. Karta miała również możliwość pracy w trybie SLI, w którym dwie karty współpracują przy wyświetlaniu obrazu. Dzięki SLI można było podwoić wydajność, a połączone bufory ramki umożliwiały zwiększenie rozdzielczości do 1024 × 768. Charakterystyczną cechą Voodoo 2 było użycie w konstrukcji trzech układów, podczas gdy konkurenci, jak ATI Rage Pro i NVIDIA Riva 128, mieli pojedyncze układy ze zintegrowaną obsługą 2D.
Pod koniec 1998 roku firma 3Dfx wprowadziła na rynek Voodoo Banshee – Voodoo 2 i jądro 2D połączone w jeden układ scalony. Częstotliwość zegara była nieco wyższa niż w Voodoo 2, ale szyna pamięci miała tylko 128 bitów szerokości. Brakowało drugiej jednostki teksturującej, co dawało w efekcie nierówną wydajność – czasem była ona wyższa niż dla Voodoo 2, czasem nieco niższa. Chociaż nie był to przebój na miarę Voodoo 1 lub 2, sprzedał się w stosunkowo dużej liczbie, głównie w segmencie OEM.

## Schyłek działalności
W połowie roku 1999 można było kupić Voodoo 3 – podwójne jądro Voodoo 2 oraz jednostka grafiki 2D z Banshee. Voodoo 2 skonfigurowane do pracy w SLI, razem z kartą graficzną, zajmowało trzy porty płyty głównej. Jednak dziedzictwo konstrukcyjne spowodowało brak kilku rozwiązań technicznych obecnych już wówczas w konkurujących kartach ATI, Matrox i NVIDIA. Najbardziej widoczny był brak obsługi 32-bitowego koloru oraz tekstur o rozmiarach ponad 256 × 256. Tuż przed premierą Voodoo 3 3dfx wykupiła za 141 milionów dolarów STB Technologies, wówczas jednego z głównych producentów kart graficznych. Przyjmuje się, że to posunięcie było jedną z głównych przyczyn upadku 3dfx, gdyż nie sprzedała ona żadnego egzemplarza układów Voodoo 3, 4 i 5 producentom końcowym, podczas gdy NVIDIA sprzedawała wyłącznie układy, a gotowe karty graficzne produkowały inne firmy. Voodoo 3 sprzedawało się stosunkowo dobrze, choć w porównaniu z dwoma pierwszymi modelami – niezadowalająco.
Kolejny (i jak się później okazało ostatni) produkt nazwano Voodoo Napalm. Pierwotnie było to Voodoo 3 uzupełnione o nowe technologie oraz z szybszym zegarem. Wydajność układu była podobna do NVIDIA Rivy TNT2. Jednak debiut rynkowy układu Napalm się opóźnił, co pozwoliło NVIDII wydać układ GeForce, przenoszący prawie wszystkie obliczenia numeryczne z CPU do układu grafiki. Napalm nie mógłby konkurować z GeForce, więc przeprojektowano go, żeby obsługiwał współpracę kilku układów scalonych, tak jak miało to miejsce w Voodoo 2. Ostatecznie produkt nazwano VSA-100, co oznaczało Voodoo Scalable Architecture.
Początkowo zbudowano Voodoo 4 4500 (pojedynczy układ) i Voodoo 5 5500 (podwójny układ). Później zamierzano dodać Voodoo 5 5000 (podwójny układ, ze zmniejszonym buforem ramki) i Voodoo 5 6000 (poczwórny układ). Jednak do chwili, gdy na rynek dotarły karty oparte na VSA-100, pojawiła się na nim również druga generacja GeForce, o istotnie zwiększonej wydajności, a także układy z serii Radeon firmy ATI, porównywalne z GeForce 2 pod względem wydajności. Zaletą Voodoo 5 5500 nad produktami konkurencyjnymi była lepsza niż w Radeonach i GeForce 2 GTS implementacja antyaliasingu, dzięki czemu utrata wydajności przy włączeniu tej opcji nie była tak rażąca. Voodoo 4 4500 na prawie każdym polu ustępowało układom GeForce 2 MX czy Radeon VE.
Voodoo 5 6000 nigdy nie dotarło na rynek, bo miało poważną wadę, powodującą przekłamania przy przesyłaniu danych przez szynę AGP na pewnych płytach głównych, oraz pozwalało na wykorzystanie tylko AGP 2x, co uniemożliwiało jej wykorzystanie w połączeniu z wchodzącymi wtedy na rynek płytami głównymi dla Pentium 4. Późniejsze testy portalu ExtremeTech wykazały, że Voodoo 5 6000 byłoby szybsze niż Geforce2 GTS, ale wolniejsze od Geforce2 Ultra i GeForce3. Nie doszło też do sprzedaży Voodoo 5 5000, bo zmniejszony bufor ramki nie spowodował wystarczającej obniżki ceny w stosunku do modelu 5 5500.
Voodoo 4 poniósł taką samą porażkę jak Voodoo Rush i chociaż sprzedaż Voodoo 5 była wysoka, to nie wystarczyła, żeby uratować 3dfx. Pod koniec roku 2000 kilka firm kredytujących 3dfx postanowiło rozpocząć postępowanie likwidacyjne. 3dfx nie miała szans go wygrać, więc wybrała wykupienie przez NVIDIĘ i koniec działalności. Większość grupy pracującej nad akceleratorem Rampage, następcą linii VSA-100, została przeniesiona do prac nad serią GeForce FX.
Upadek 3dfx jest różnie rozpatrywany, ale najczęściej jako przyczyny wymienia się nadmierny nacisk kierownictwa na badania i rozwój. Karty Voodoo były zwykle bardzo drogie, co pozostawiło praktycznie cały rynek średni i niski do dyspozycji ATI i NVIDII. Ponadto cykl rozwojowy w 3dfx był długi w porównaniu do NVIDII, karty ATI i NVIDII miały lepszą ogólną wydajność, zaś Matrox miał najwyższą jakość obrazu. Karta Rampage, w którą 3dfx włożyło największy wysiłek, ale której nigdy nie zdołało sprzedać, miała być kolejnym modelem wypuszczonym na rynek.